# 세드릭 알렉산더
세드릭 알렉산더(Cedric Alexander, 1989년 8월 16일 ~ ) 남자의 프로레슬링선수며 본명은 세드릭 존슨(Cederick Johnson)이다. 키는 177.8cm 몸무게는 90.7kg이다. 킥 투 킬(파이어맨즈 케리 오버헤드 킥), 럼버 체크(백 수플렉스 더블 니 백브레이커), 오버타임(다이빙 프로그 스플래쉬)로 사용을 한다. 2009년 프로레슬링에 입문했고, 2016년 9월 19일 WWE Raw에서 WWE 크루저웨이트 챔피언 넘버원 컨텐더 페이탈 4웨이 매치에서 등장을 한다.

## 수상
- AML 프레스티지 월드 챔피언 (1회)
- AML 프레스티지 월드 챔피언 토너먼트 (2016)
- CWF 월드 미드 애틀랜틱 텔레비웨이트 챔피언 (1회)
- PWI 월드 울트라 제이웨이트 챔피언 (1회)
- EWA 월드 주니어 헤비웨이트 챔피언 (1회)
- PWF 월드-원 헤비웨이트 챔피언 (1회)
- PWX 월드 헤비웨이트 챔피언 (1회)
- PWX 월드 임프레씨브 텔레비웨이트 챔피언 (1회)
- EVO 월드 헤비웨이트 챔피언 (1회)
- PWI 랭크드 힘 85 오프 더 500 베스트 싱글즈 레슬링 인 더 PWI 500 인 2015
- 월드 레슬포스웨이트 챔피언 (2회)
- WWE RAW 태그팀 챔피언 (1회) - 셸턴 벤저민
- WWE 크루저웨이트 챔피언 (1회)
- WWE 24/7 챔피언 (3회)
- WWE 크루저웨이트 챔피언 토너먼트 (2018)